# Алкмар II фон Алвенслебен
Алкмар II фон Алвенслебен (на немски: Alkmar II Graf von Alvensleben) е граф от род Алвенслебен в Алтмарк в Саксония-Анхалт, пруски генерал-лейтенант и командант на Бреслау/Вроцлав.

## Биография
Роден е на 16 септември 1841 година в дворец Ветериц, част от Гарделеген. Той е най-малкият син (от 13 деца) на граф Фридрих Вилхелм Август фон Алвенслебен-Изеншнибе (1798 – 1853) и съпругата му Августа Фридерика Вилхелмина Шарлота фон дер Остен-Закен (1804 – 1890), дъщеря на Кристиан Фридрих Август Бернхард Лудвиг фон дер Остен-Закен (1778 – 1861) и графиня Амалия Луиза Мариана фон Хойм-Дройсиг (1763 – 1840). Майка му е придворна дама на Мария Анна фон Анхалт-Десау, принцеса на Кралство Прусия.
Алкмар влиза на 17 май 1859 г. в пруската войска в Потсдам и през средата на април 1860 г. става втори лейтенант. През 1866 г. участва във войната срещу Австрия и е награден с „Ордена на Червения орел“ IV. класа.
През февруари 1867 г. той е лейтенант и участва във войната срещу Франция (1870/1871). Награден е с Железен кръст II. класа и след войната през април 1871 г. става хауптман и шеф на компания. През август 1881 г. той е майор, в началото на август 1888 г. полковник-лейтенант, на 20 септември 1890 г. става полковник.
В периода 1894 – 1896 е генерал-майор и командир в Берлин (1894 – 1896), след това комендант на Бреслау и получава на 27 януари 1898 г. титлата генерал-лейтенант. Награден е с „Ордена на Червения орел“ II. класа и „Ордена на пруската корона“ II. класа.
По здравословни причини той се оттегля в Наумбург, където умира на 10 ноември 1898 на 57-годишна възраст. Погребан е във фамилното гробище в Полвиц.

## Фамилия
Алкмар фон Алвенслебен се жени на 27 декември 1890 г. за Мехтилд фон Алвенслебен (1850 – 1941) от Шохвиц, дъщеря на генерал-лейтенант Херман фон Алвенслебен (1809 – 1887) и сестра на генерал-майор Лудолф фон Алвенслебен (1844 – 1912). Те имат един син:
- Вилхелм Херман (Вилман) фон Алвенслебен (* 16 април 1894, Франкфурт на Одер), офицер (1914 – 1818); има син:
  - Алкмар Сервациус фон Алвенслебен